# ディウアタ山地
ディウアタ山地（ディウアタさんち、Diuata Mountains）は、フィリピン南部ミンダナオ島東海岸に沿う山地である。カラガ地方からダバオ地方に跨って伸びる。北端にマイニット湖を湛え、アグサン川が北へ並行して流れ、タゴ川が東へと流れている。